# الصين للاتصالات
شركة الصين للاتصالات السلكية واللاسلكية والمعروفة باسم التداول اسم الصين للاتصالات الصينية المملوكة للدولة للاتصالات الشركة. هو أكبر إصلاح خط الخدمة وثالث أكبر الاتصالات المتنقلة مزود في الصين. فقد ثلاث شركات مدرجة: الصين للاتصالات المحدودة شركة (Chinese: 中国电信股份有限公司), الصين خدمات الاتصالات المحدودة شركة (Chinese: 中国通信服务股份有限公司) و بيستون القابضة المحدودة، Ltd. (Chinese: 号百控股股份有限公司).
- بيستون القابضة (58.45% ، باستثناء الاسهم المملوكة من قبل شركة الاتصالات الصينية)[3]
- الصين لخدمات الاتصالات
- الصين للاتصالات
- ديتو الاتصالات السلكية واللاسلكية (40٪)

## وصلات خارجية
- الموقع الرسمي